# Heinrich Fischer
Heinrich „Heini” Fischer (ur. 12 stycznia 1950) – szwajcarski wioślarz, srebrny medalista olimpijski.

## Kariera
Wystąpił na igrzyskach olimpijskich w Monachium w 1972, wspólnie z Alfredem Bachmannem zdobywając srebrny medal w dwójkach bez sternika. W finale o 3,90 sekundy przegrali z osadą NRD, a o 1,64 sekundy wyprzedzili Holendrów. Był to jego jedyny start olimpijski.
Reprezentował klub RC Schaffhausen.